# Égoïste
Égoïste è un profumo, della casa di moda Chanel. In seguito la sua produzione è stata affiancata da Égoïste Platinum.
Si tratta di un profumo da uomo, immesso nel mercato nel 1990, di genere boisé-floreale muschiato. Il nome Egoïste è stato selezionato come "omaggio" a quello che, secondo le donne, è il difetto principale degli uomini.
Particolarmente efficace e ricordata, fu la campagna pubblicitaria televisiva per entrambi i profumi ideata da Jean-Paul Goude, sulle note della Danza dei cavalieri tratta dal balletto Romeo e Giulietta di Sergej Sergeevič Prokof'ev:
- il primo spot - del 1990 - vedeva protagoniste 31 donne ospiti di un hotel in stile liberty le quali urlano e si agitano sui rispettivi balconi, lanciando come invettiva alcuni versi tratti dall'opera teatrale Il Cid contro un uomo che sta in una camera centrale dell'edificio. Nel filmato l'uomo non si vede mai, ma dalle persiane semiaccostate compare solo un braccio ad appoggiare sulla ringhiera una bottiglietta di profumo, con le donne disperate che urlano all'unisono l'epiteto che corrisponde anche al nome del prodotto: "Égoïste"[2];
- il secondo spot - del 1994 - vedeva il protagonista maschile all'interno dello stesso hotel, dietro la persiana chiusa, impegnato a boxare contro la propria ombra, per tornare in possesso della boccettina di Egoïste Platinum.